# Agnieszka Białek
Agnieszka Białek (ur. 22 kwietnia 1990 w Kielcach) – polska piłkarka ręczna, młodzieżowa reprezentantka kraju. Mistrzyni Polski seniorek (2012).

## Kariera klubowa
Wychowanka nieistniejącego już klubu, Łysogóry Kielce, następnie zawodniczka Vive Kielce, KSS-u Kielce, KS Dablex AZS-AWFiS Gdańsk. Od 2009 roku występuje w GTPR Gdynia.

## Dane
- Pseudonim: "Bioła"
- Pozycja: rozgrywająca
- Wzrost: 182 cm
- Waga: 74 kg
- Reprezentacja:  Polska
- Klub:  GTPR Gdynia
- Numer w reprezentacji: 4
- Numer w klubie: 8

## Sukcesy
Klub:
- Wicemistrzostwo Polski (z KS Dablex AZS AWFiS Gdańsk) 2008
- Mistrzostwo Polski Juniorek (z KS AZS-AWFiS Gdańsk) 2008
- Mistrzostwo Polski Juniorek Młodszych (z KSS Kielce) 2007

Reprezentacja:
- młodzieżowa reprezentantka Polski (aktualnie rozegrała w niej 37 spotkań rzucając 153 bramki)

## Kluby
- Łysogóry Kielce
- Vive Kielce
- -2007 KSS Kielce
- 2007-2009 KS Dablex AZS AWFiS Gdańsk
- 2009-     GTPR Gdynia